# Cachoubes
Les Cachoubes (ou Kachoubes, cachoube : Kaszëbi, polonais : Kaszubi) constituent un sous-groupe ethno-linguistique d’environ 200 000 ~ 500 000 personnes au sein du groupe des Slaves de l'Ouest. Leur zone d'implantation géographique est située en Poméranie, dans le nord de la Pologne ; elle est appelée Cachoubie (ou Kachoubie, en cachoube : Kaszëbë ou Kaszëbskô, en polonais : Kaszuby, en allemand : Kaschubei ou Kaschubien).
De nombreuses associations et particuliers perpétuent le folklore et la culture cachoubes sous leurs différents aspects (il existe une langue et une littérature cachoubes, ainsi qu’une architecture, un artisanat, une gastronomie, des chants, des musiques et des danses régionales caractéristiques de la Cachoubie) ; cette région historique n’a toutefois jamais eu d’existence administrative autonome et le mouvement culturel cachoube ancre traditionnellement son action au sein de la nation polonaise, dont il considère faire pleinement partie.

## Histoire

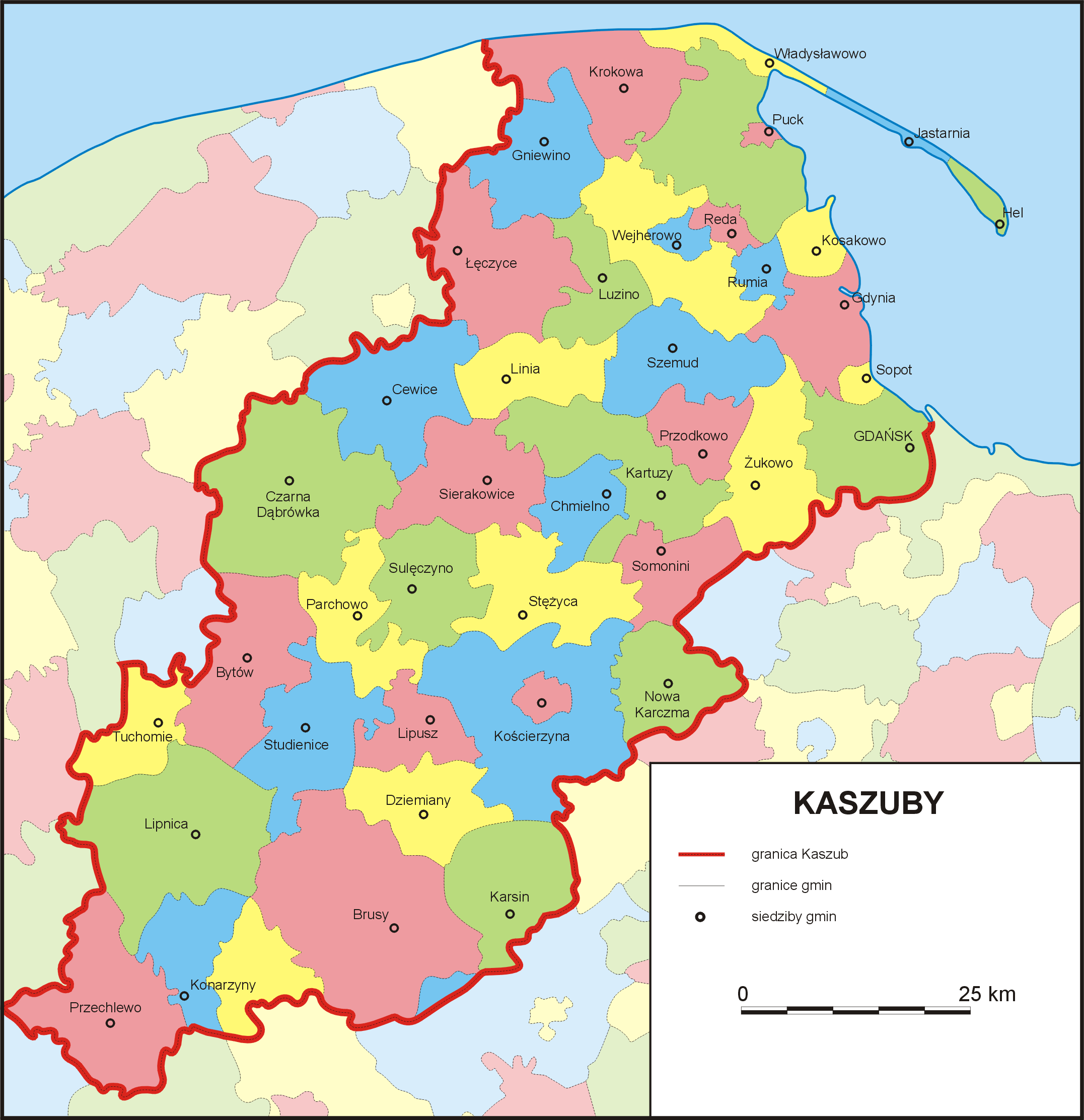
Les communes cachoubes en 1999 selon Jan Mordawski

L’existence des Cachoubes est mentionnée pour la première fois le 19 mars 1238, dans une bulle pontificale du Pape Grégoire IX à propos des ducs de Poméranie occidentale, qu’il appelle « Dux Slavorum et Cassubia » (en souvenir de cette date, depuis quelques années, le « Jour de l’Unité des Cachoubes » est célébré tous les 19 mars dans la région). Un peu plus tard, le duc de Poméranie Barnim III le Grand utilise aussi le titre de « Dux Cassuborum » (duc des Cachoubes).
Au cours de la Seconde Guerre mondiale, l’Allemagne nazie tenta de germaniser les Cachoubes. Le Reichsstatthalter de Dantzig et de la Prusse occidentale, Albert Forster, abandonna rapidement ce projet de créer une nationalité cachoube distincte et recommanda de renoncer à toute différence de traitement entre Polonais Cachoubes et non-Cachoubes.

## Population

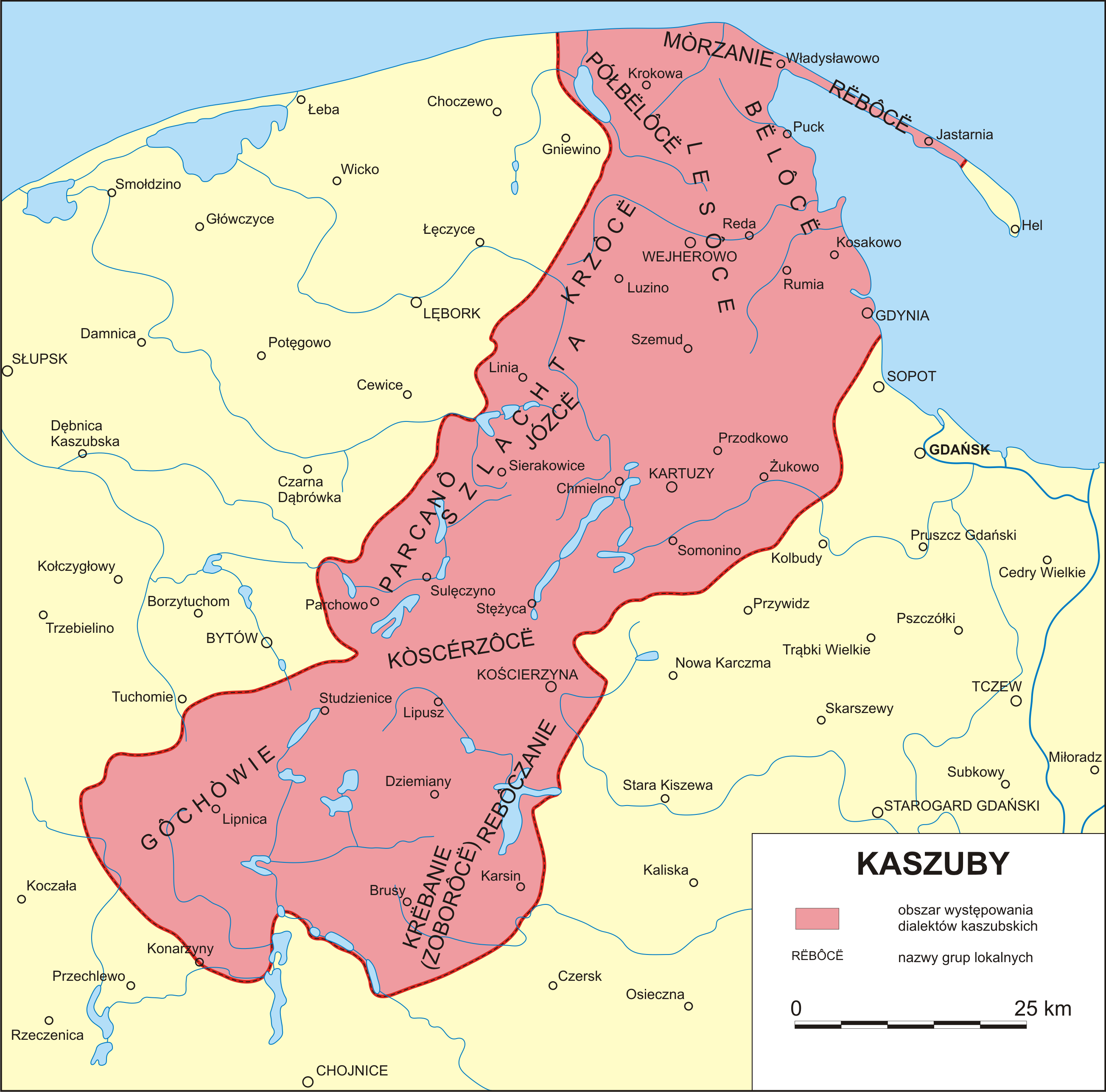
Cachoubie

Au début des années 2000, une estimation courante est que plus de 500 000 personnes en Pologne sont de l'ethnie cachoube, les estimations vont d'environ 500 000 à environ 570 000,.
Lors du recensement de 2011, le nombre de personnes déclarant Cachoube comme leur seule ethnie était de 16 000, et de 233 000 en incluant les personnes ayant déclaré le Cachoube comme première ou deuxième ethnie (avec le polonais),. Lors de ce recensement, plus de 108 000 personnes ont déclaré utiliser quotidiennement la langue cachoube. Le nombre de personnes pouvant parler au moins un peu de cachoube est plus élevé, environ 366 000.

## Origine du nom

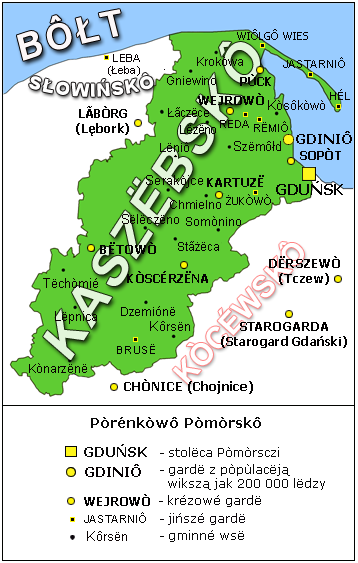
Zone cachoubophone.

L'étymologie et la signification du nom Cachoube restent inexpliquées. Parmi les significations possibles, il a été proposé que le nom fasse référence aux longs manteaux enroulés que portent les Cachoubes, le mot signifierait « enrouler les plis ». Le mot pourrait également dériver du mot « szuba » (peau de mouton), cette étymologie a notamment été proposée par Aleksander Brückner. Stanisław Kujot suggère que la signification originale signifierait marais, landes. Actuellement[Quand ?], la plus reconnue est la théorie selon laquelle le nom est aussi archaïque que Lucice, Wieleci et Obodryci, et aurait été introduit par les Slaves pour décrire les tribus slaves installées lors de la migration des peuples le long de la rive sud de la mer Baltique depuis la Vistule à l'est jusqu'à l'Oder à l'ouest. Le territoire original de Cachoubie, d'où ils ont commencé à se déplacer au milieu du premier millénaire vers l'estuaire de la Vistule, a été localisé par Gérard Labuda dans la région du nord de la Mazovie et de la Podlasie.

## La langue et la littérature cachoubes
Aujourd’hui, un peu plus de 250 000 personnes parlent ou comprennent plus ou moins bien le cachoube, qui emprunte une grande partie de son lexique au vieux polonais (mais qui diffère très nettement du polonais moderne) : c’est la dernière langue poméranienne encore usitée à ce jour. Elle bénéficie depuis 2005 du statut légal de langue régionale et est enseignée dans quelques écoles et lycées de la région. Elle connaît toutefois beaucoup de variantes locales, et le débat entre linguistes considérant le cachoube comme une langue à part entière et ceux qui y voient plutôt un regroupement de dialectes n’est pas totalement tranché,. Depuis 2005, les administrations locales peuvent l'utiliser à titre de langue complémentaire au polonais, et l’affichage bilingue des noms de villes et villages de la région y est souvent pratiqué.
Les premiers écrits en cachoube remontent au XVe siècle. Toutefois, la littérature cachoube n’a réellement pris son essor que durant la seconde moitié du XIXe siècle. Une vingtaine de livres sont édités dans cette langue chaque année (parmi ceux-ci, beaucoup de recueils de poésie), et l’on rencontre de plus en plus de sites internet et de journaux papier partiellement ou même totalement rédigés en cachoube.

## Culture

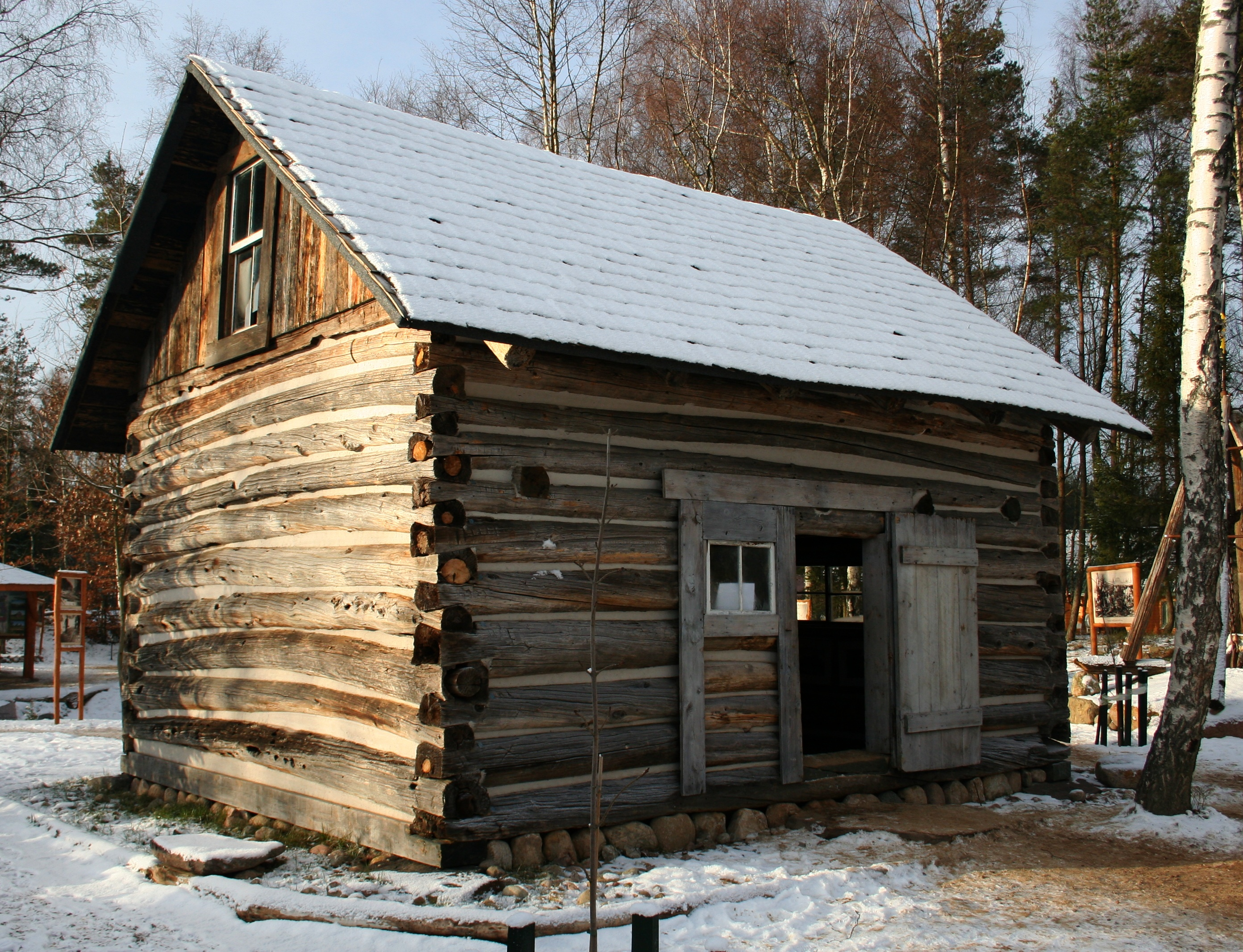
Une maison traditionnelle en bois cachoube à Szymbark, Pologne

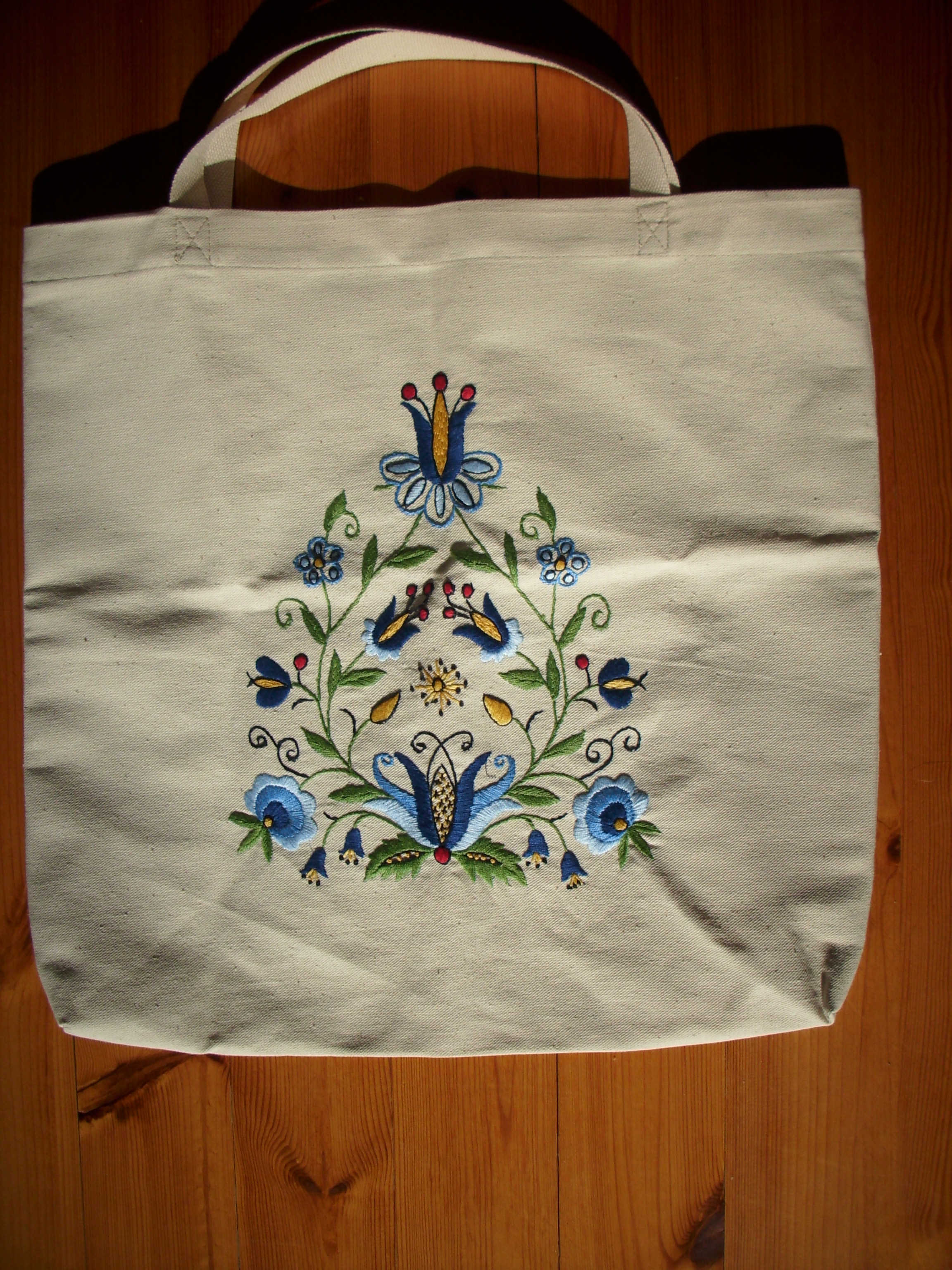
Broderie kachoube de l'école de Zukowo.

La poterie, l'un des anciens métiers des Cachoubes, a survécu jusqu'à nos jours. La broderie cachoube est célèbre et l'école de broderie cachoube de Zukowo constitue un important patrimoine culturel immatériel.
La visite du pape Jean-Paul II en juin 1987, au cours de laquelle il a appelé les Cachoubes à préserver leurs valeurs traditionnelles, y compris leur langue, a été très importante.

## Personnalités
Personnalités cachoubes célèbres :

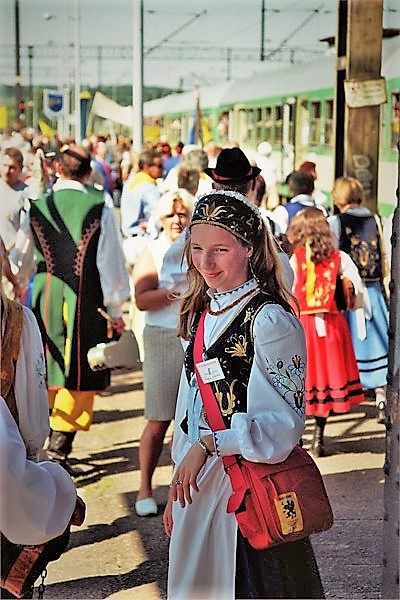
Jeune fille en habits traditionnels cachoubes.

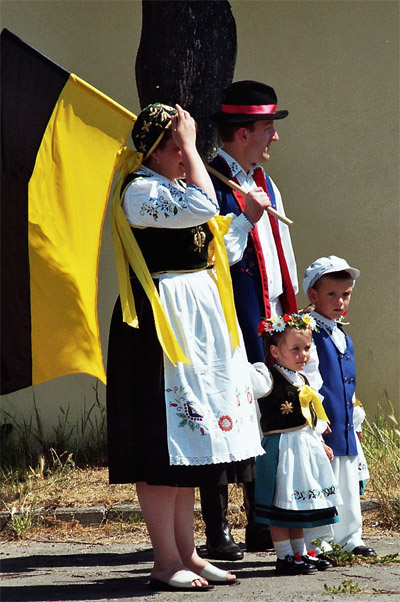
Famille kachoube en costume folklorique. lors de la fête Cachoube à Łeba de 2005.

- Florian Cejnowa (1817-1881), médecin, écrivain, militant des droits civiques
- Jan Trepczyk (1907-1989), poète, écrivain
- Gérard Labuda (1916-2010), historien, médiéviste
- Józef Jankowski (1910-1941), prêtre pallotin et martyr béatifié pendant la Seconde Guerre mondiale.
- Aleksander Majkowski (1876-1938), médecin, cachoube et écrivain polonais
- Marian Mokwa (1889-1987), peintre paysagiste cachoube et notamment de la mer Baltique
- Danuta Stenka (1961), actrice
- Edmund Wnuk-Lipiński (1944-2015), auteur de science-fiction et sociologue de langue polonaise
- Dorota Masłowska (1983), écrivain de langue polonaise
- Donald Tusk (1957), Premier ministre polonais; Président du Conseil européen 2014-2019

Personnalités ayant en partie des ancêtres cachoubes:
- Ludwig Yorck von Wartenburg (1759-1830), Generalfeldmarschall prussien
- Paul Nipkow (1860-1940), technicien et inventeur allemand
- Erich von Lewinski gen. von Manstein (1887-1973), maréchal allemand
- Günter Grass (1927-2015), écrivain allemand
- Walter Hoeft (1906-1939), prêtre, victime de la violence (massacre de Piaśnica)
- Erich von dem Bach-Zelewski (1899-1972), SS-Obergruppenführer
- Emil von Zelewski (1854-1891), officier prussien